# Ministri per le riforme istituzionali della Repubblica Italiana
I ministri per le riforme istituzionali della Repubblica Italiana si sono avvicendati dal 1988 in poi, con diverse denominazioni e competenze.

## Lista
| Ministro | Ministro                  | Ministro                                  | Partito                       | Governo          | Mandato          | Mandato          | Leg. |
| Ministro | Ministro                  | Ministro                                  | Partito                       | Governo          | Inizio           | Fine             | Leg. |
| --- | ------------------------- | ----------------------------------------- | ----------------------------- | ---------------- | ---------------- | ---------------- | ---- |
| Affari regionali e problemi istituzionali |                           |                                           |                               |                  |                  |                  |      |
| |                           | Antonio Maccanico (1924-2013)             | Partito Repubblicano Italiano | De Mita          | 13 aprile 1988   | 23 luglio 1989   | X    |
| Andreotti VI | 23 luglio 1989            | Antonio Maccanico (1924-2013)             | Partito Repubblicano Italiano | 13 aprile 1991   |                  |                  | X    |
| Riforme istituzionali e affari regionali |                           |                                           |                               |                  |                  |                  |      |
| |                           | Mino Martinazzoli (1931-2011)             | Democrazia Cristiana          | Andreotti VII    | 13 aprile 1991   | 28 giugno 1992   | X    |
| Riforme elettorali e istituzionali |                           |                                           |                               |                  |                  |                  |      |
| |                           | Leopoldo Elia (1925-2008)                 | Democrazia Cristiana          | Ciampi           | 29 aprile 1993   | 11 maggio 1994   | XI   |
| | Partito Popolare Italiano | Leopoldo Elia (1925-2008)                 |                               | Ciampi           | 29 aprile 1993   | 11 maggio 1994   | XI   |
| Riforme istituzionali |                           |                                           |                               |                  |                  |                  |      |
| |                           | Francesco Speroni (1946)                  | Lega Nord                     | Berlusconi I     | 11 maggio 1994   | 17 gennaio 1995  | XII  |
| |                           | Giovanni Motzo (1930-2002)                | Indipendente                  | Dini             | 17 gennaio 1995  | 18 maggio 1996   | XII  |
| Incarico non conferito (dal 18 maggio 1996 al 21 ottobre 1998, Governo Prodi I) |                           |                                           |                               |                  |                  |                  |      |
| |                           | Giuliano Amato (1938)                     | Indipendente                  | D'Alema I        | 21 ottobre 1998  | 13 maggio 1999   | XIII |
| |                           | Antonio Maccanico (1924-2013)             | I Democratici                 | D'Alema I        | 21 giugno 1999   | 22 dicembre 1999 | XIII |
| D'Alema II | 22 dicembre 1999          | Antonio Maccanico (1924-2013)             | I Democratici                 | 26 aprile 2000   |                  |                  | XIII |
| Amato II | 26 aprile 2000            | Antonio Maccanico (1924-2013)             | I Democratici                 | 11 giugno 2001   |                  |                  | XIII |
| Riforme istituzionali e devoluzione |                           |                                           |                               |                  |                  |                  |      |
| |                           | Umberto Bossi (1941)                      | Lega Nord                     | Berlusconi II    | 11 giugno 2001   | 19 luglio 2004   | XIV  |
| |                           | Roberto Calderoli (1956)                  | Lega Nord                     | Berlusconi II    | 20 luglio 2004   | 23 aprile 2005   | XIV  |
| Berlusconi III | 23 aprile 2005            | Roberto Calderoli (1956)                  | Lega Nord                     | 18 febbraio 2006 |                  |                  | XIV  |
| Riforme istituzionali e rapporti con il Parlamento |                           |                                           |                               |                  |                  |                  |      |
| |                           | Vannino Chiti (1947)                      | Democratici di Sinistra       | Prodi II         | 17 maggio 2006   | 8 maggio 2008    | XV   |
| | Partito Democratico       | Vannino Chiti (1947)                      |                               | Prodi II         | 17 maggio 2006   | 8 maggio 2008    | XV   |
| Riforme per il federalismo |                           |                                           |                               |                  |                  |                  |      |
| |                           | Umberto Bossi (1941)                      | Lega Nord                     | Berlusconi IV    | 8 maggio 2008    | 16 novembre 2011 | XVI  |
| Delega alle Riforme istituzionali conferita al Ministro per la Pubblica Amministrazione e la Semplificazione Filippo Patroni Griffi (dal 16 novembre 2011 al 28 aprile 2013, Governo Monti) |                           |                                           |                               |                  |                  |                  |      |
| Riforme costituzionali |                           |                                           |                               |                  |                  |                  |      |
| |                           | Gaetano Quagliariello (1960)              | Il Popolo della Libertà       | Letta            | 28 aprile 2013   | 22 febbraio 2014 | XVII |
| | Nuovo Centrodestra        | Gaetano Quagliariello (1960)              |                               | Letta            | 28 aprile 2013   | 22 febbraio 2014 | XVII |
| Riforme costituzionali e rapporti con il Parlamento |                           |                                           |                               |                  |                  |                  |      |
| |                           | Maria Elena Boschi (1981)                 | Partito Democratico           | Renzi            | 22 febbraio 2014 | 12 dicembre 2016 | XVII |
| Incarico non conferito (dal 12 dicembre 2016 al 1º giugno 2018, Governo Gentiloni) |                           |                                           |                               |                  |                  |                  |      |
| Attribuzioni conferite al ministro per i rapporti con il Parlamento e la democrazia diretta Riccardo Fraccaro (dal 1º giugno 2018 al 5 settembre 2019, Governo Conte I)                     |                           |                                           |                               |                  |                  |                  |      |
| Attribuzioni conferite al ministro per i rapporti con il Parlamento Federico D'Incà (dal 5 settembre 2019 al 22 ottobre 2022, Governo Conte II e Governo Draghi)                            |                           |                                           |                               |                  |                  |                  |      |
| Riforme istituzionali e semplificazione normativa |                           |                                           |                               |                  |                  |                  |      |
| |                           | Maria Elisabetta Alberti Casellati (1946) | Forza Italia                  | Meloni           | 22 ottobre 2022  | in carica        | XIX  |